# Klina
Klina sau Klinë (albaneză Klina sau Klinë; sârbă Клина, cu alfabetul latin: Klina; greacă Chynna, Χυννα) este un oraș și municipiu în centrul proviniciei Kosovo, făcând parte din districtul Peć. Este așezat la confluența râului Klina cu râul Drinul Alb.

## Istorie
Klina este identificat cu o așezare a iliricilor din Chinna, menționat de Ptolemeu în geografia lui (Cartea II, Capitolul 15)

## Economie
Cea mai mare companie de servicii private în Klina este "Albini", administrând o rețea mare de supermarket-uri.

## Stemă
O stemă în Klina este Cascada Mirusa.

## Demografie
| Structura etnică                                                                                 |          |       |        |       |             |      |       |      |        |
| Populație/An                                                                                     | Albanezi | %     | Sârbi  | %     | Muntenegrii | %    | Romi  | %    | Total  |
| 1961                                                                                             | 18,124   | 66.75 | 7,378  | 27.17 | 1,372       | 5.05 | 80    | 0.29 | 27,153 |
| 1971                                                                                             | 33,050   | 78.04 | 7,864  | 18.57 | 1,157       | 2.73 | 118   | 0.28 | 42,351 |
| 1981                                                                                             | 45,594   | 83.60 | 6,829  | 12.52 | 973         | 1.78 | 798   | 1.46 | 54,539 |
| 1991                                                                                             | 43,248   | 82.75 | 5,209  | 9.97  | 621         | 1.19 | 1,278 | 2.45 | 52,266 |
| Ianuarie 1999                                                                                    | 55,000   | 78.6  | 10,000 | 14.3  |             |      | 5,000 | 7.1  | 70,000 |
| 2006                                                                                             | 53,000   | 96.5  | 94     | 0.17  |             |      | 1,800 | 3.3  | 54,900 |
| Ref: Recensământul populației Iugoslavia din anul 1991, estimările OSCE pentru anii 1999 și 2006 |          |       |        |       |             |      |       |      |        |